# Moli
Moli (lat.: Poecilia sphenops, eng.: Molly) je riba bočatnih voda iz roda Poecilia, porodice živorotki. Sve ribe roda Poecilia su poularne akvarijske ribe. Sve, osim gupija, poznate su pod imenom "moli", ali se to ime koristi i u razlikovanju Poecilie sphenops od Poecilije velifere.

## Podrijetlo i izgled
Moli su ribe podrijetlom s američkog kontinenta, točnije tropskih slatkih i bočatnih voda Srednje Amerike. Podnose veliku količinu soli u vodi, pa se nerijetko mogu sresti i na ušćima rijeka u ocean. Boja tijela se kreće od žute, maslinaste, sive, srebrne, crne pa do zelene boje, a tijelo je često prošarano nepravilno raspoređenim mrljama navedenih boja. Od P. velifere se razlikuju jedino manjim rastom i mnogo manje izraženim leđnim perajem, koje je kod velifera visoko koliko i samo tijelo.
U akvarijskim uvjetima narastu 8 do 9 cm, dok mužjaci ne prelaze dužinu od 5 cm.

## Uzgoj u akvariju
Mužjaci, kao i velike ženke, znaju biti agresivni prema ostalim ribama, ali ih nikada ne povrijede. Mogu se držati sa svim miroljubivim vrstama, ali ako im se soli voda treba izbjegavati ribe kojima smeta visoki salinitet (primjerice Corydoras paleatus).
Moliji se dobro razvijaju i razmnožavaju kako u slatkoj, tako i u poluslanoj vodi, a mogu se i potpuno aklimatizirati na uvjete života u morskim akvarijima.
Osnovni životni uvjeti riba ovoga roda ne razlikuju se bitnije od zahtjeva ostalih živorotki, razlika je samo u ishrani i njihovoj neobičnoj sposobnosti da izdrže veliki salinitet vode. Moliji, naime, pored zooplanktona rado konzumiraju i hranu biljnog porijekla. Vrijeme provode čupkajući alge i meke, zeljaste dijelove vodenog bilja. U pogledu ishrane i sastava vode, moli i velifere imaju jednake zahtjeve.
Optimalna temperatura vode kreće se u granicama od 23 do 25°C, ali mogu podnijeti manje oscilacije temperature.
Neki akvaristi preporučuju soljenje vode u kojoj borave moliji, pa bi tako na 10 l akvarijske vode išla jedna žličica soli. Sol nije potrebna, pošto će moliji živjeti jednako kvalitetno i bez nje, ali je određena količina korisna u suzbijanju parazita. Zbog tolerancije saliniteta koriste se kao pilot-ribe u morskim akvarijima, kao zamjena za ribe slanih voda koje su preskupe da bi se na njima vršili takvi eksperimenti. Moliji se često u potpunosti naviknu na ove uvjete i nastavljaju u njoj živjeti potpuno normalnim tempom.

## Razmnožavanje
Kao i kod većine živorotki, ženke su veće od mužjaka. Mužjaci se udvaraju ženkama treperenjem, a samo parenje je brzo i kratko. Ženke oplođenu ikru nose u sebi mjesec dana, a noseća ženka može se prepoznati po širokom trbuhu (kod svjetlijih riba primijeti se i tamniji trbuh). Mladunčad molija rađa se u obliku sićušne loptice, koja pada na dno i tu se rasklupčava, a zatim brzo juri prema površini kako bi svoj riblji mjehur napunili zrakom. Moliji spadaju u najplodnije živorotke, dovoljno razvijene odrasle ženke, naime, mogu dati i do 120 mladih u jednom porođaju. Kao i sve živorotke, skloni su kanibalizmu, pa je vrlo vjerojatno da će većina mladunčadi biti pojedena od strane majke po samom rođenju. Iz tog je razloga preporučljivo ženku staviti u gusto zasađen akvarij, kako bi mladunčad imala priliku sakriti se. Plastične mrijestilice koje se prodaju često nisu učinkovite, a zbog nedostatka prostora ženka često pretrpi šok i ugine, a dešava se i da rodi mrtve mladunce. Ciklus rađanja živih mladih kod jednom oplođene ženke kreće se od 4 do 5 porođaja godišnje.

## Varijeteti
Najpoznatiji varijeteti molija su Black molly, koji se odlikuje potpuno crnom bojom tijela, i Lyratail molly, također izrazito crne boje, ali je mnogo manja riba karakterističnog repa u obliku lire. Daljnjim razmnožavanjem ovih crnih varijetea dolazi do potomaka koji se vraćaju orignialnoj boji svojih divljih predaka, što znači da će već treća generacija riba pokazati sive mrlje. Među uzgojenim varijetetima nalazi se Ballon molly, varijacija s deformiranom kralježnicom i velikim, napuhanim trbuhom koji podsjeća na balon. Životni vijek ovog varijeteta je znatno kraći. Moguća su i česta križanja s veliferama. Raširene su glasine o gupi-moli hibridima, ali nisu nikada dokazane.